# ドイツ問題
ドイツ問題（ドイツもんだい、英:German question、独:Deutsche Frage）は、国際政治学におけるドイツの脅威性に関する考え方のこと。

## 概要
1871年以前、ドイツは統一された国民国家を形成したことがなく、多くのドイツ人が諸邦に居住していた。ドイツ人が国民国家を形成しようとする中で、ヨーロッパの中心に、イギリスに匹敵する大国が形成されることを恐れたイギリス・フランスといった周辺諸国にとって「統一されたドイツが存在する中で、どのようにヨーロッパの平和を保つか」は、1871年以来歴史上度々問題となってきた。